# Eurema agave
Eurema agave is een vlindersoort uit de familie van de Pieridae (witjes), onderfamilie Coliadinae.
Eurema agave werd in 1775 beschreven door Cramer.